# Albrechtice (Horní Jiřetín)
Albrechtice (německy Ulbersdorf) jsou zaniklá vesnice v okrese Most v Ústeckém kraji. Nacházela se na Černickém potoce v nadmořské výšce 244 metrů asi 9 km severozápadně od starého města Mostu a zhruba 11 km jihozápadně od města Litvínova. Její katastrální výměra byla 1485 ha a patřila k ní osada Jezeří. Vesnice byla postupně zbořena v letech 1981–1983 kvůli těžbě uhlí. V současnosti její katastrální území Albrechtice u Mostu, Jezeří i Černice u Horního Jiřetína patří k městu Horní Jiřetín.

## Název
Název vesnice je odvozeno z osobního jména Albrecht ve významu ves lidí Albrechtových. V historických pramenech se jméno objevuje ve tvarech: Alberti villa (1352–1405), z Alberštorfu (1513), Albrsstorff (1513), v Olbrstorffie (1541), Olbersdorf (1565), na Albrechci (1579), ve vsi Albrechticzych (1595), Ullersdorf a Ulbersdorf (1787 a 1846) a Albrechtice nebo Ulbersdorf (1854).

## Historie
Albrechtice vznikly nejspíš na přelomu 13. a 14. století na břehu Komořanského jezera. Zakladatelem obce byl patrně Albert ze Žeberka a Rvenic (Ervěnic). Jméno obce se objevuje poprvé roku 1352 v registrech papežských desátků. V obci stál kostel Všech svatých. Listina z roku 1355 uvádí, že světským patronem zdejšího kostela byl Nevlas ze Rvenic. Zdejší farnost později zanikla a obec spadala do farního obvodu Holešice. Obec náležela prakticky stále k panství Jezeří.
Dalšími majiteli obce byli Smolíkové ze Slavic. V roce 1513 odkázal Zikmund z tohoto rodu Albrechtice svému švagrovi Mikulášovi z rodu Hochhauserů, kteří byli protestanty. Také obyvatelé vsi se hlásili k církvi evangelické. Za účast ve stavovském povstání bylo panství Jezeří a tedy i Albrechtice zkonfiskovány Janovi Mikuláši Hochhauserovi z Hochhausu a v roce 1623 je koupil Vilém Popel z Lobkovic. Od roku 1653 byla ves opět katolická. Během třicetileté války došlo v obci ke dvěma velkým požárům a v roce 1625 obec zasáhl mor. Další morová epidemie postihla obec a okolí v roce 1680. Albrechtice byly až do roku 1848 součástí lobkovického panství Nové Sedlo nad Bílinou-Jezeří. Po roce 1850 vznikla obec Albrechtice s osadami Jezeří a Černice.
První zmínky o škole pocházejí z roku 1804, která se nacházela v soukromém domě. Nová budova byla postavena roku 1842 a rozšířena v roce 1892. Původně dvoutřídní škola se rozšířila mezi válkami na čtyřtřídní.
Od konce 19. století vznikaly v obci první spolky, jako např. hasičský spolek, živnostenské společenstvo, spolek veteránů apod. Obyvatelé se živili především zemědělstvím a v továrně na zpracování dřeva v Černicích a od konce 19. století rostl počet obyvatel pracujících v dolech, které se nacházely u obcí Černice a Dřínov.
Po druhé světové válce se od obce odtrhla osada Černice, která se stala samostatnou. Albrechtice se nacházely do roku 1960 v okrese Chomutov, poté se staly součástí okresu Most. Obec zanikla v letech 1981–1983 z důvodu pokračující těžby uhlí a katastrální území bylo připojeno k obci Horní Jiřetín.
Přípravy k likvidace obce probíhaly od počátku roku 1978, obyvatelé byli vyzváni, aby si zvolili místo svého pobytu po likvidaci obce.

## Pamětihodnosti
- Kostel Všech svatých, který vznikl v 16. století na místě původního, upravený ve druhé polovině 17. století do barokní podoby, na konci 18. století opatřen přístavbou.[2]
- Kamenné náhrobníky rodiny Hochhauserů ze 16. století
- Gotická křtitelnice, která byla z kostela přemístěna do Mostu a nyní se nachází v atriu budovy Magistrátu města Mostu
- Ve výklenku domu čp. 141 se nacházela soška Pierota z doby kolem roku 1730, jež pocházela pravděpodobně z výzdoby zámku Jezeří
- Boží muka ze druhé poloviny 17. století
- Dva smírčí kříže, přenesené před likvidací obce do Mariánských Radčic
- Tisíciletý Albrechtický dub

## Obyvatelstvo
Při sčítání lidu v roce 1921 zde žilo 715 obyvatel (z toho 367 mužů), z nichž bylo sedmnáct Čechoslováků, 687 Němců a jedenáct cizinců. Kromě dvou evangelíků a deseti lidí bez vyznání patřili k římskokatolické církvi. Podle sčítání lidu z roku 1930 měla vesnice 873 obyvatel: 29 Čechoslováků, 834 Němců, jednoho obyvatele jiné národnosti a devět cizinců. Tři byli členy evangelických církví, 99 bez vyznání a ostatní se hlásili k římskokatolické církvi.
|           | 1869 | 1880 | 1890 | 1900 | 1910 | 1921 | 1930 | 1950 | 1961 | 1970 | 1980 |
| --------- | ---- | ---- | ---- | ---- | ---- | ---- | ---- | ---- | ---- | ---- | ---- |
| Obyvatelé | 467  | 405  | 442  | 584  | 711  | 715  | 873  | 684  | 665  | 587  | 479  |
| Domy      | 67   | 78   | 80   | 101  | 107  | 110  | 133  | 131  | 140  | 133  | 124  |

## Obecní správa a politika
Dne 22. května 1938 se konaly volby do obecních zastupitelstev. Z rozdělených 1082 hlasů v Albrechticích získaly 784 hlasů Sudetoněmecká strana, 107 hlasů Německá sociální demokracie, 111 hlasů KSČ a osmdesát hlasů jiné české strany.